# اتحادیه مرکزی کارگران و کشاورزان ایران
اتحادیه مرکزی کارگران و کشاورزان ایران یا به‌صورت اختصاری امکا یک سازمان سندیکایی در در ایران بود. امکا پس از انشعاب از اسکی تحت حمایت دولت در سال ۱۳۲۵ تأسیس شد. آنها تلاش کردند با اتحادیه‌های دیگر مانند اسکی کار کنند، اما به زودی همکاری آنها به تجاوزات علنی و درگیری مسلحانه تبدیل شد. امکا قبل از ادغام در کنگره جدید اتحادیه‌های کارگری ایران در سال ۱۳۳۰، به عنوان اتحادیه ای مستقل چند سال بعد به کار خود ادامه داد.

## تاریخچه
امکا خود را به عنوان یک مرکز صنفی مستقل و فارغ از وابستگی به هیچ‌یک از احزاب سیاسی اعلام کرد. امکا توسط علی اصغر نورالدین آشتیانی هدایت می‌شد.
امکا ادعا کرد که حدود ۲۸۰۰۰ کارگر و ۵۰٬۰۰۰ کشاورز و کارگران کشاورزی را نمایندگی می‌کند. در حالی که وابسته کارگری در سفارت انگلیس این ادعا را تا حدودی قابل اعتماد می‌دانست، همتای آمریکایی وی در تهران معتقد بود که این اعداد بسیار متورم است. طبق پیوست کارگر ایالات متحده، عضویت در امکا نمی‌توانست بیش از ۱۰ هزار باشد.
در تاریخ ۷ شهریور ۱۳۲۶، اسکی، امکا و یک سندیکای کوچک دیگر توافق‌نامه‌ای را برای هماهنگی فعالیت‌های خود امضا کردند؛ اما شورای متحده مرکزی اتحادیه کارگران و زحمتکشان ایران تحت رهبری حزب توده از پیوستن به این همکاری امتناع ورزید. با این حال، این معامله فقط دو هفته طول کشید و پس از آن اسکی و اپکا گروه سوم را حذف کردند. در ۲۸ اکتبر ۱۹۴۷، اسکی و امکا کنگره کارگری را در تهران ترتیب دادند. در حال حاضر ۸۴ نماینده اسکی و ۴۶ نماینده امکا حضور داشتند. همکاری اسکی و امکا دوام نیاورد. در ۱۴ دسامبر ۱۹۴۷، اندکی پس از وقفه بین دو مرکز، اراذل و اوباش اسکی حمله ای به ساختمان گروه امکا انجام دادند. امکا مورد حمله قرار گرفت زیرا رهبر آن آشتیانی را طرفدار احمد قوام می‌دانستند. خسرو هدایت، رهبر اسکی، یک سال بعد، در بیانیه ای با بیان اینکه از باشگاه امکه برای فعالیت‌های سیاسی به نفع قوام نخست‌وزیر مخلوع استفاده می‌شود، این حمله را ایجاد کرد.
در ۱۹ تیر ۱۳۲۷، کودتایی در امکا رخ داد. آشتیانی و همکار نزدیک وی دکتر افراشته به اتهام تلاش برای هدایت سازمان به یک جهت سیاسی از سازمان اخراج شدند. رهبران جدید این سازمان مجید محیمان (مدیر سیلوهای دولتی تهران) و امیر امیرکیوان بودند. وزارت کار از تصدی توسط موهیمان حمایت کرد.
در کنگره کارگری که در بهمن ۱۳۲۹ برگزار شد، مرکز صنفی جدیدی به نام کنگره اتحادیه‌های کارگری ایران تشکیل شد. اسکی و امکا هر دو در ITUC ادغام شدند.